# Frederick Brooks
Frederick Phillips Brooks, Jr. (Durham, 19 de abril de 1931-17 de noviembre de 2022) fue un ingeniero de software y científico de la computación, más conocido por dirigir el desarrollo del sistema operativo OS/360, y después escribir honestamente sobre el proceso en su famoso libro The Mythical Man-Month (El mítico hombre-mes). «Es una experiencia humillante el cometer un error de coste multimillonario, pero es también muy memorable». Brooks recibió el Premio Turing en 1999 «por sus contribuciones a arquitectura de computadores, sistemas operativos e ingeniería del software».
Nacido en Durham, Carolina del Norte, asistió a la Universidad de Duke, licenciándose en 1953. Se doctoró en matemática aplicada por la Universidad de Harvard en 1956. Howard Aiken fue su director de tesis.
Brooks se incorporó a IBM en 1956, trabajando en Poughkeepsie y Yorktown, Nueva York. Trabajó en la arquitectura del IBM 7030 (un supercomputador científico de $10M para el Laboratorio Científico de Los Álamos) y los computadores Harvest, para después dirigir el desarrollo de la familia de computadores System/360 y el software que ejecutaban. 
Fue en The Mythical Man-Month cuando Brooks hizo su famosa observación: «Añadir personal a un proyecto retrasado lo retrasará aún más». Desde entonces, esto se ha venido conociendo como la «Ley de Brooks». Además de The Mythical Man-Month, Brooks es conocido por su ensayo No Silver Bullet, sobre ingeniería del software.
En 1965, Brooks dejó IBM para fundar el Departamento de Ciencias de la Computación en la Universidad de Carolina del Norte en Chapel Hill del que fue decano durante 20 años. En 2004 estaba aún implicado en actividades investigadoras, principalmente en realidad virtual y visualización científica. En enero de 2005 impartió la clase magistral anual Alan Turing ante la IEE/BCS en Londres, sobre «Colaboración y Telecolaboración en Diseño».
Brooks era cristiano practicante, muy activo en la comunidad evangélica.

## Libros
- Brooks, Frederick (1963). Automatic Data Processing.
- Brooks, F. e Iverson, K. (1965). Automatic Data Processing, System/360 Edition.
- Brooks, F. (1975, 2ª ed. 1995). The Mythical Man-Month: Essays on Software Engineering. ISBN 0-201-83595-9.
- Brooks, F. (1987). No Silver Bullet: Essence and Accidents of Software Engineering. ISBN 0-201-83595-9. (reimpreso en la segunda edición de The Mythical Man-Month)
- Brooks, F. y G. A. Blaauw (1997). Computer Architecture: Concepts and Evolution. ISBN 0-201-10557-8.